# Tây Timor

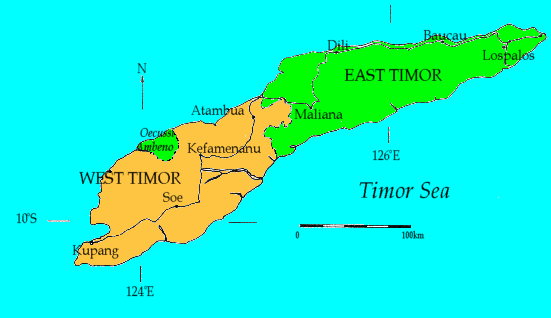
Bản đồ Timor (phần đảo chính)

Tây Timor (tiếng Indonesia: Timor Barat) là phần thuộc Indonesia của đảo Timor, và là một phần của tỉnh Đông Nusa Tenggara. Trong thời kỳ thuộc địa, nơi này được gọi là "Timor thuộc Hà Lan" và là một trung tâm của những người trung thành với Hà Lan trong cuộc Cách mạng Quốc gia Indonesia (1945-1949). Từ năm 1949 đến năm 1975 vùng này được gọi là "Timor thuộc Indonesia".

## Lịch sử
Thực dân châu Âu đã thuộc địa hóa Timor bắt đầu từ thế kỷ 16. Mặc dù Bồ Đào Nha đã tuyên bố chủ quyền toàn bộ đảo Timor vào năm 1520, những người Hà Lan (Công ty Đông Ấn Hà Lan) đã đến định cư tại Tây Timor vào năm 1640, buộc những người Bồ Đào Nha chuyển tới Đông Timor. Sự sụp đổ tiếp theo của công ty vào năm 1799 có nghĩa vùng này là khu vực cai trị chính thức của Hà Lan. Cuối cùng, biên giới giữa Đông và Tây Timor đã được thiết lập năm 1914 phỏng theo một hiệp ước đầu tiên giữa Hà Lan và Bồ Đào Nha được ký kết năm 1859 và được sửa đổi năm 1893.
Nhật Bản đã chiếm đảo Timor trong Thế chiến II vào đầu năm 1942. Sau khi Indonesia độc lập, Tây Timor trở thành một phần của nước Cộng hòa Indonesia.

## Địa lý
Tây Timor là một khu vực mang tính chính trị, bao gồm nửa phía tây của đảo Timor ngoại trừ Oecussi-Ambeno là một phần của Đông Timor, Tây Timor là một phần của tỉnh Đông Nusa Tenggara của Indonesia. Diện tích đất của Tây Timor là 15.850 km² (6.120 mi²). Điểm cao nhất của Tây Timor là Núi Mutis cao 2.427 mét (7.963 ft). Đảo Rote, đảo cực nam của Indonesia, ở phía tây nam của Tây Timor. Thành phố lớn nhất của Tây Timor và có hải cảng chính là Kupang.

## Hành chính
Tây Timor là một phần của tỉnh Đông Nusa Tenggara. Khu vực này được chia thành bốn regency (huyện), từ tây sang đông này là: Kupang, Nam Trung Timor (Timor Tengah Selatan), Bắc Trung Timor (Timor Tengah Utara) và Belu, và hai huyện đảo mới thành lập là Sabu Raijua và Rote Ndao. Thành phố Kupang là một Kota (đơn vị hành chính thứ 7). 7 đơn vị này chiếm 35,5% dân số tỉnh Đông Nusa Tenggara.
| Tên             | Huyện lỵ   | Thành lập | Điều luật  | Diện tích (km²) | Dân số Thống kê 2019 |
| --------------- | ---------- | --------- | ---------- | --------------- | -------------------- |
| Kupang          | Oelamasi   | 1958      | UU 69/1958 | 5.898,18        | 402.000              |
| Nam Trung Timor | Soe        | 1958      | UU 69/1958 | 3.947,00        | 466.000              |
| Nam Trung Timor | Kefamenanu | 1958      | UU 69/1958 | 2.669,66        | 256.000              |
| Belu            | Atambua    | 1958      | UU 69/1958 | 1.284,94        | 226.000              |
| Malaka          | Betun      | 2012      | UU 69/2012 | 1.160,63        | 190.000              |
| Kupang          | *          |           |            | 160,34          | 438.000              |
| Tây Timor       | Kupang     |           |            | 15.120,83       | 1.978.000            |

Tây Timor có tôn giáo chính là Công giáo La Mã (56%), Tin lành (35%) và Hồi giáo (8%). Hiện có khoảng 1,85 triệu người trong năm 2010, một số người trong số họ vẫn còn là những người tị nạn đã chạy trốn khỏi bạo lực năm 1999 tại Đông Timor. Ngoài ngôn ngữ quốc gia, tiếng Indonesia, các ngôn ngữ bản địa thuộc Ngữ hệ Nam Đảo khác cũng được nói ở Tây Timor, cũng như ở Đông Timor. Những ngôn ngữ này bao gồm Uab Meto, tiếng Tetum, tiếng Ndaon, tiếng Rotin, và tiếng Helong. Một số người cao tuổi có thể nói tiếng Hà Lan

## Kinh tế
Tây Timor có tỷ lệ thất nghiệp trung bình là 80%. 30% dân số sống dưới mức nghèo đói trong năm 1998, và 80% vào năm 2000 do xung đột tại Đông Timor láng giềng năm 1999. Nền kinh tế chủ yếu là nông nghiệp, sử dụng công cụ thô sơ và sản xuất ngô, gạo, cà phê, cùi dừa và cây ăn quả. Một số ngành khai thác gỗ được tiếng hành như bạch đàn, gỗ đàn hương, gỗ tếch, tre, gỗ hồng sắc.